# Eburia aliciae
Eburia aliciae es una especie de coleóptero crisomeloideo de la familia Cerambycidae. 

## Distribución
Es originaria de México.